# Radnički nogometni klub Split 2014-2015

## Rosa
| N. |                                 | Ruolo | Calciatore        |
| -- | ------------------------------- | ----- | ----------------- |
| 1  | Croazia (bandiera)              | P     | Hrvoje Sunara     |
| 3  | Croazia (bandiera)              | C     | Denis Glavina     |
| 4  | Croazia (bandiera)              | D     | Ivica Križanac    |
| 5  | Croazia (bandiera)              | D     | Branko Vrgoč      |
| 6  | Croazia (bandiera)              | D     | Tomislav Glumac   |
| 7  | Croazia (bandiera)              | A     | Aljoša Vojnović   |
| 8  | Croazia (bandiera)              | C     | Ante Vitaić       |
| 9  | Croazia (bandiera)              | A     | Mate Bilić        |
| 10 | Croazia (bandiera)              | C     | Ante Erceg        |
| 11 | Austria (bandiera)              | A     | Dražen Bagarić    |
| 12 | Croazia (bandiera)              | P     | Danijel Zagorac   |
| 14 | Croazia (bandiera)              | A     | Goran Roce        |
| 15 | Bosnia ed Erzegovina (bandiera) | C     | Mario Kvesić      |
| 16 | Croazia (bandiera)              | D     | Tomislav Radotić  |
| 17 | Croazia (bandiera)              | C     | Marko Rog         |
| 19 | Croazia (bandiera)              | C     | Tomislav Dujmović |

| N. |                                 | Ruolo | Calciatore        |
| -- | ------------------------------- | ----- | ----------------- |
| 20 | Bosnia ed Erzegovina (bandiera) | D     | Ivan Radeljić     |
| 22 | Croazia (bandiera)              | C     | Antonio Mrsić     |
| 24 | Serbia (bandiera)               | C     | Miloš Vidović     |
| 25 | Croazia (bandiera)              | D     | Dario Rugašević   |
| 26 | Croazia (bandiera)              | D     | Nino Galović      |
| 27 | Croazia (bandiera)              | A     | Mateo Galić       |
| 29 | Croazia (bandiera)              | D     | Ivan Ibriks       |
| 30 | Croazia (bandiera)              | P     | Andrija Vuković   |
| 34 | Camerun (bandiera)              | A     | Henri Belle       |
| 99 | Albania (bandiera)              | A     | Sokol Çikalleshi  |
|    | Croazia (bandiera)              | D     | Ante Majstorović  |
|    | Croazia (bandiera)              | D     | Josip Tomašević   |
|    | Croazia (bandiera)              | D     | Josip Uzelać      |
|    | Croazia (bandiera)              | D     | Marko Barisić     |
|    | Croazia (bandiera)              | A     | Tomislav Mrkonjić |